# Шеряков, Андрей Игоревич
Андре́й И́горевич Шеряко́в (бел. Андрэй Ігаравіч Шаракоў; 10 ноября 1982, Минск, Белорусская ССР, СССР) — белорусский футболист, нападающий.

## Биография
Играл в таких белорусских клубах, как «Динамо» (Брест), «Торпедо-БелАЗ». В 2006—2009 годах четыре сезона подряд являлся лучшим бомбардиром своего клуба: сначала «Гранита», потом «Торпедо».
В 2009 году провёл половину сезона в Азербайджане. В 2010 году стал игроком «Минска».
В сезоне 2012 играл за «Гомель», а в начале 2013 года перешёл в мозырскую «Славию». Был основным игроком клуба. В августе 2013 года перешёл в микашевичский «Гранит», где закрепился в качестве основного нападающего. В феврале 2015 года продлил контракт с клубом.
Летом 2016 года из-за финансовых проблем покинул команду из Микашевичей и подписал контракт с минским «Лучом». Вскоре присоединился к бобруйской «Белшине», с которой в марте подписал контракт. В декабре 2017 года покинул команду.
В июле 2018 года пополнил состав клуба Второй лиги «Узда», где играл до конца года.

## Достижения
- Бронзовый призёр чемпионата Белоруссии: 2010
- Обладатель Суперкубка Белоруссии: 2012